# Paraíso (Santa Catarina)
Pour les articles homonymes, voir Paraíso.
Paraíso est une ville brésilienne située dans la mésorégion Ouest de Santa Catarina, dans l'État de Santa Catarina.

## Géographie
Paraíso se situe par une latitude de 26° 36′ 50″ sud et par une longitude de 53° 40′ 19″ ouest, à une altitude de 520 mètres.
Sa population était de 4 080 habitants au recensement de 2010. La municipalité s'étend sur 179 km2.
Elle fait partie de la microrégion de São Miguel do Oeste, dans la mésorégion Ouest de Santa Catarina.

## Villes voisines
Paraíso est voisine des municipalités (municípios) suivantes :
- Bandeirante
- Guaraciaba
- São Miguel do Oeste

La ville est également limitrophe de l'Argentine.